# Karl Conrad Röderer
Karl Conrad Röderer, né le 12 juillet 1868 et mort le 28 août 1928 à Saint-Gall, est un tireur sportif suisse.

## Carrière
Karl Conrad Röderer participe aux épreuves de tir aux Jeux olympiques d'été de 1900 se tenant à Paris. Il remporte deux médailles d'or, en pistolet 60 coups à 50 mètres individuel et par équipe.